# دونج فانج هونج 1
دونج فانج هونج 1 (بالصينية: 東方紅一號 / 东方红一号) كان أول قمر اصطناعي لجمهورية الصين الشعبية، وانطلق بنجاح في 24 أبريل 1970 ضمن برنامج دونج فانج هونج لتطوير الأقمار الاصطناعية، وكان جزءًا من مشروع قنبلتان وقمر اصطناعي. كان وزن القمر الاصطناعي 173 كيلوجرام، وهو بذلك أثقل من الأقمار الاصطناعية الأولى لكل من الاتحاد السوفيتي والولايات المتحدة وفرنسا واليابان. وحمل القمر الاصطناعي مرسل راديو يبث أغنية الشرق أحمر التي كانت النشيد الوطني للصين الشعبية بحكم الأمر الواقع، وظل هذا البث مستمرًا لمدة 20 يومًا بينما كان دونج فانج هونج في مداره.
بإطلاق هذا القمر الاصطناعي أصبحت جمهورية الصين الشعبية خامس دولة تتمكن من إطلاق قمر اصطناعي بصفة مستقلة، وذلك بعد الاتحاد السوفيتي والولايات المتحدة وفرنسا واليابان.

## الانطلاق
نقل القمر الاصطناعي دونج فانج هونج إلى موقع الإطلاق بواسطة قطار، وحرس طريق نقله جنود مسلحون. انطلق الصاروخ لونج مارش 1 حاملًا القمر الاصطناعي من مركز چيقوان لإطلاق الأقمار الاصطناعية في 13:35:45 بتوقيت جرينتش يوم 24 أبريل 1970.

## في المدار
يظل القمر دونج فانج هونج 1 في المدار حتى 24 يناير 2015، أقل ارتفاع لمداره يبلغ 441 كلم، وأقصى ارتفاع 1,420 كلم وميل 68.2 درجة. ويكمل دورته حول الأرض في 114.09 دقيقة. يحمل دونج فانج هونج 1 رقم دليل 04382 ورمز التعريف الدولي له 1970-034A.

## استشهادات
1. 1 2  Jonathan McDowell, Jonathan's Space Report (بالإنجليزية), QID:Q6272367
2. ↑  "Display: PRC 1 (1970-034A)". NASA. 22 ديسمبر 2021. اطلع عليه بتاريخ 2021-12-28.  تتضمّنُ هذه المقالة نصوصًا مأخوذة من هذا المصدر، وهي في الملكية العامة.
3. ↑  McDowell، Jonathan (15 ديسمبر 2021). "Satellite Catalog". Jonathan's Space Report. مؤرشف من الأصل في 2022-01-24. اطلع عليه بتاريخ 2021-12-28.